# Nebré

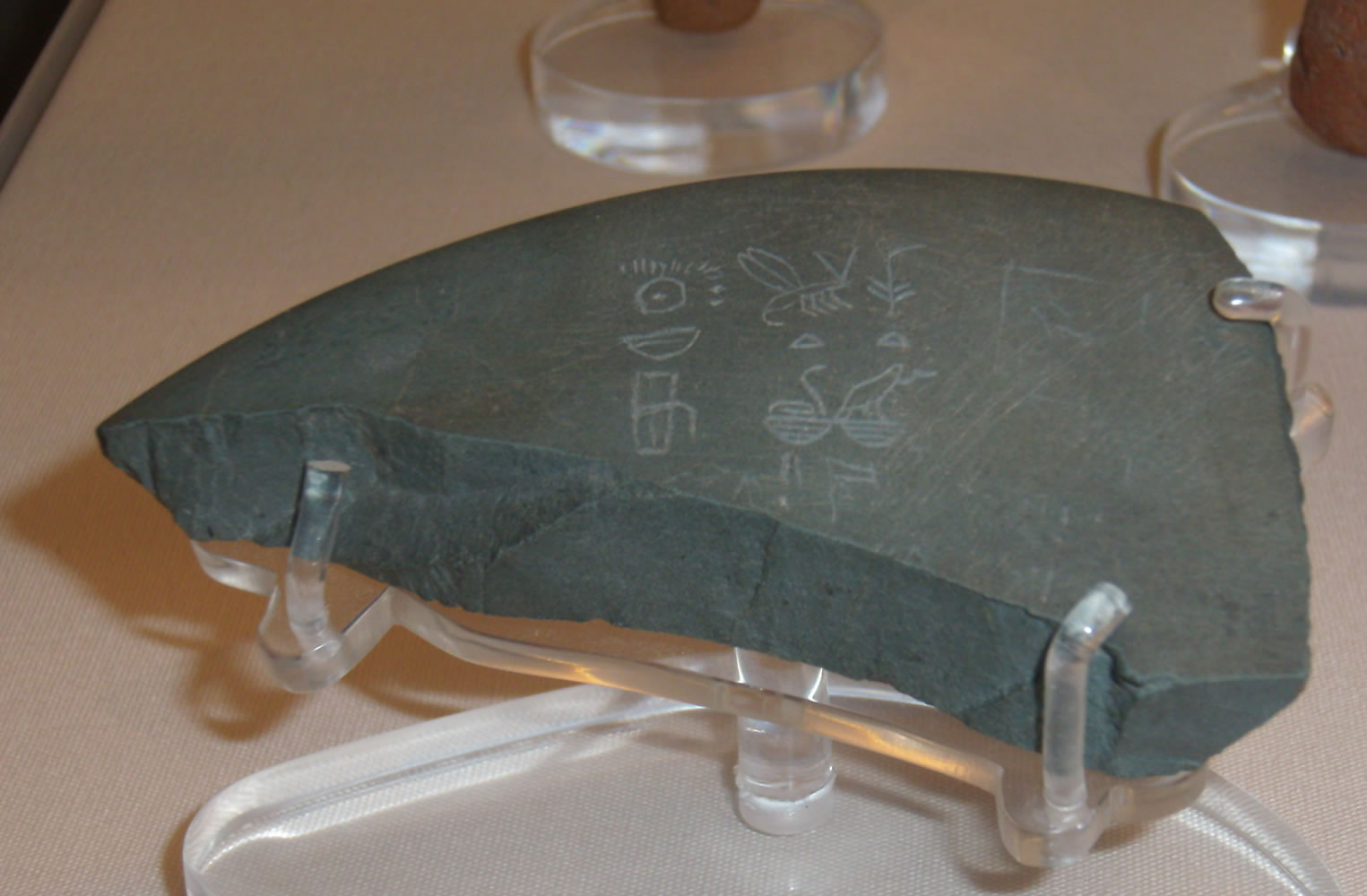
Nebré és Ninetjer nevei egymás mellett. Érdekesség, hogy Ninetjer helyett eredetileg Uneg neve állt ott

Nebré vagy Raneb (Africanusnál Καιεχώς, Manethónnál Κεχους) az ókori egyiptomi II. dinasztia második királya volt, nevének jelentése: Nap Ura vagy A Nap az Úr. Egyes feltevések szerint az Uneg az ő trónneve volt, mások Nubnoferrel azonosítják. A torinói királylistán Kakau névvel szerepel. Kevés információval rendelkezünk róla. Feltételezhetően Hotepszehemui fia, esetleg testvére volt, de erre nincs semmilyen bizonyítékunk, leszámítva a Dzsószer-piramis közelében lévő két hatalmas folyosórendszert, amelyben Hotepszehemui, Nebré és Ninetjer pecsétnyomói fordulnak elő.

## Uralkodása
Manethón szerint 39 évig uralkodott, de sok kutató úgy véli, ennél sokkal rövidebb ideig, körülbelül 10-19 évig. Szerintük Nebré és elődje, Hotepszehemui uralkodhatott együtt 38-39 évig, így mindkettőjüknek kevesebb az uralkodási éve, mint amit Manethón mond.
Létezését pár forrás bizonyítja. Ezek közé tartoznak a közép-szakkarai A sírban talált pecsétlenyomatok Dzsószer déli temenosz-falától délre, valamint Redzsit és Hotepdief papok szobrai. Az utóbbinak a vállán Hotepszehemui, Nebré és Ninetjer nevei olvashatók. Ezeken kívül egy memphiszi sztélé (mely ma a Metropolitan Művészeti Múzeumban van, a képen látható), egy szobor és egy kőbe karcolt lenyomat a Nyugati-sivatagban, Armantnál bizonyítja létezését.
Manethón írta, hogy Nebré vezette be több szent állat tiszteletét. Ilyenek a mendészi szent kos, a Mnevisz-bika Héliopoliszban és az Ápisz-bika Memphiszben. A tudósok mostanában azt feltételezik, hogy az Ápisz-tiszteletet egy előző király, Den vezette be, ez egy sztélén található, melyet az ő idejére datálnak.
Az I. dinasztia végén valószínűleg háború folyt, a problémák kikezdték a frissen szerveződött államot. Hotepszehemui valószínűleg egyesíteni tudta az ország két részét, ezek szerint Nebré a frissen megszerzett békében uralkodott. Temetkezési helyét nem ismerjük pontosan. Az I. dinasztiabeli királyok többnyire Abüdoszban temetkeztek. Nebré pecsétjeit Hotepszehemui és Ninetjer pecsétjeinek társaságában Szakkarában találták meg, de ez még nem bizonyíték semmire, még az építmények funkciója is bizonytalan. A trónon valószínűleg Ninetjer követte.
Nebrét azonosítják a Szakkarában előkerült Nubnofer névvel is, talán ez a születési neve volt. Továbbá azonosítják az Uneg névvel is.

## Titulatúra
A fáraók titulatúrájának magyarázatát és történetét lásd az Ötelemű titulatúra szócikkben.
| G5 |

| G5 |

| N5 · nb |

| N5 · nb |

| N5 · nb |

| N5 · nb |

| G5 |

| G5 |

| N5 · nb |

| N5 · nb |

| N5 · nb |

| N5 · nb |

| M23 | L2 |

| M23 | L2 |

| S12 · F35 |

| S12 · F35 |

| S12 · F35 |

| S12 · F35 |

| S12 · F35 |

| S12 · F35 |

| S12 · F35 |

| S12 · F35 |

| M23 | L2 |

| M23 | L2 |

| S12 · F35 |

| S12 · F35 |

| S12 · F35 |

| S12 · F35 |

| S12 · F35 |

| S12 · F35 |

| S12 · F35 |

| S12 · F35 |

## Névváltozatok
| nb · N5 |

| nb · N5 |

| HASH | D52 · E2 | G43 | V11A | G7 |

| HASH | D52 · E2 | G43 | V11A | G7 |

|          |                 |
| \| \| \| |                 |
|          |                 |
| D28      | D52 · D52 · D52 |

| D28 | D52 · D52 · D52 |

|          |                 |
| \| \| \| |                 |
|          |                 |
| D28      | D52 · D52 · D52 |

| D28 | D52 · D52 · D52 |

|          |                 |
| \| \| \| |                 |
|          |                 |
| D28      | D52 · D52 · D52 |

| D28 | D52 · D52 · D52 |

|          |                 |
| \| \| \| |                 |
|          |                 |
| D28      | D52 · D52 · D52 |

| D28 | D52 · D52 · D52 |

## Bibliográfia
- Wilkinson, T. A. H., Early Dynastic Egypt, Routledge, London/New York, 1999., 84. p.
- Quirke, Stephen, Who Were the Pharaos? (A history of their names with a list of cartouches), Dover Publications, 1990. ISBN 0-486-26586-2
- Clayton, Peter A., Chronicle of the Pharaohs (The Reign-By-Reign Record of the Rulers and Dynasties of Ancient Egypt), Thames and Hudson Ltd, 1994. ISBN 0-500-05074-0
- Grimal, Nicolas, A History of Ancient Egypt, Blackwell, 1988.
- Dodson, Aidan, Monarchs of the Nile, Rubicon Press, 1995. ISBN 0-948695-20-X
- Shaw, Ian (ed.), The Oxford History of Ancient Egypt, Oxford University Press, 2000. ISBN 0-19-815034-2
- Kákosy László, Az ókori Egyiptom története és kultúrája, Osiris, Bp., 2005., p. 49.
- Clayton, Peter A.. Fáraók krónikája. Móra K. (2007). ISBN 978-9-631183-16-0
- Bard, Kathryn A.. A II. dinasztia korabeli állam, in: Shaw, Ian (szerk). Az ókori Egyiptom története (magyar nyelven), Debrecen: Gold Book Kiadó, 101–103. o.. Fordította: Kmilcsik Ágnes [2004]. ISBN 963-425-022-X

## Külső hivatkozások
| Előző uralkodó: Hotepszehemui | Egyiptom uralkodója i. e. 28. század II. dinasztia | Következő uralkodó: Ninetjer |